# Saddlebred americano
El saddlebred americano o silla americano o más propiamente saddlebred estadounidense o silla estadounidense es una raza de caballo que se originó en los Estados Unidos. Fue creada mediante la cruza entre Purasangres, Standardbreds y Morgans con las yeguas locales que tenían un paso sencillo.
Mide entre 1,5 y 1,6 m de alzada, siendo de color negro, bayo, café, castaño o gris. Existen dos categorías de exhibición: las de tres y las de cinco pasos. La clase de tres tiene como pasos usuales el paseo, el trote y el medio galope; el tipo de cinco pasos tiene dos formas adicionales de andar adiestradas, el rack y el paso lento.
El saddlebred americano es también conocido como un fino caballo de arrastre para exhibiciones.

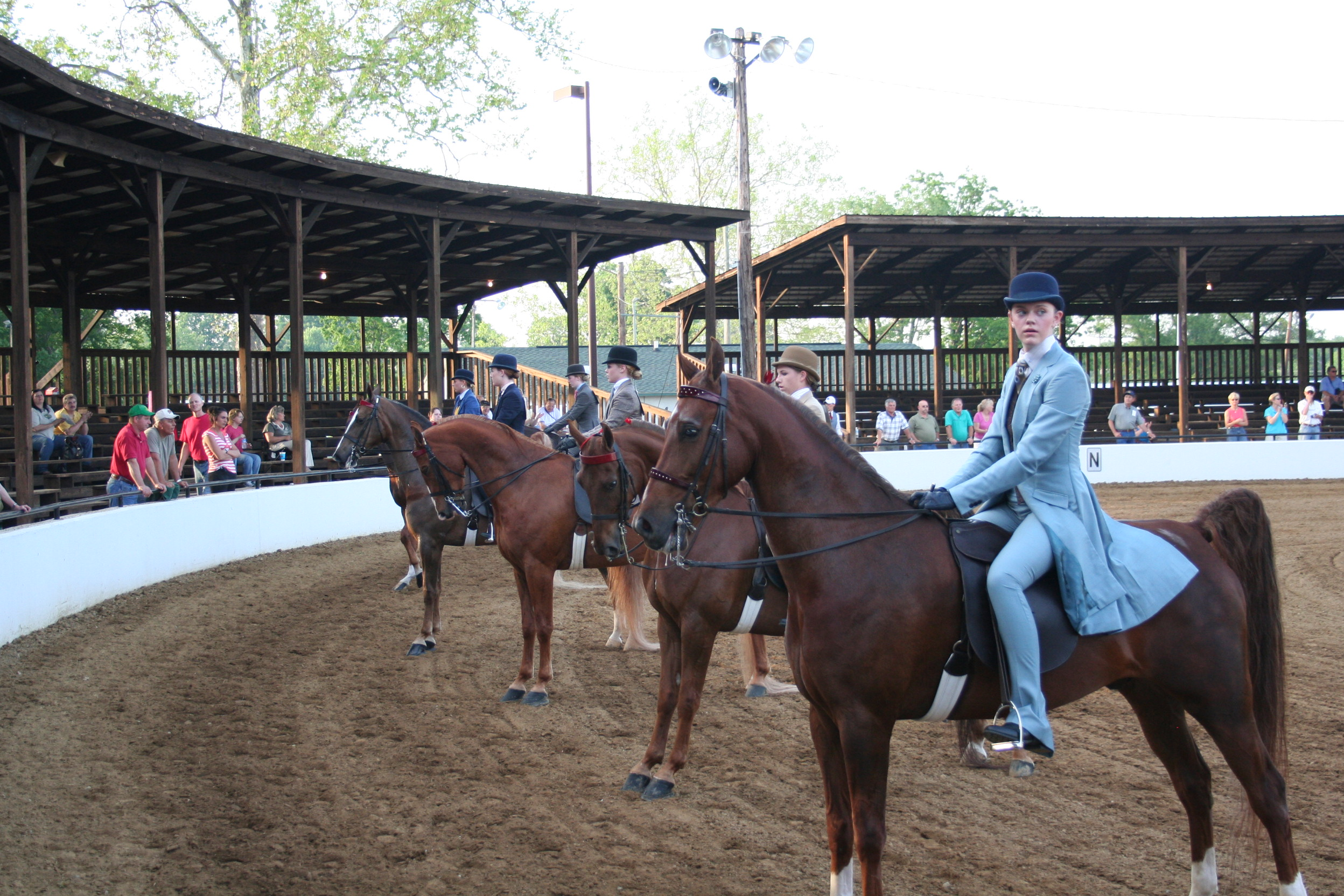
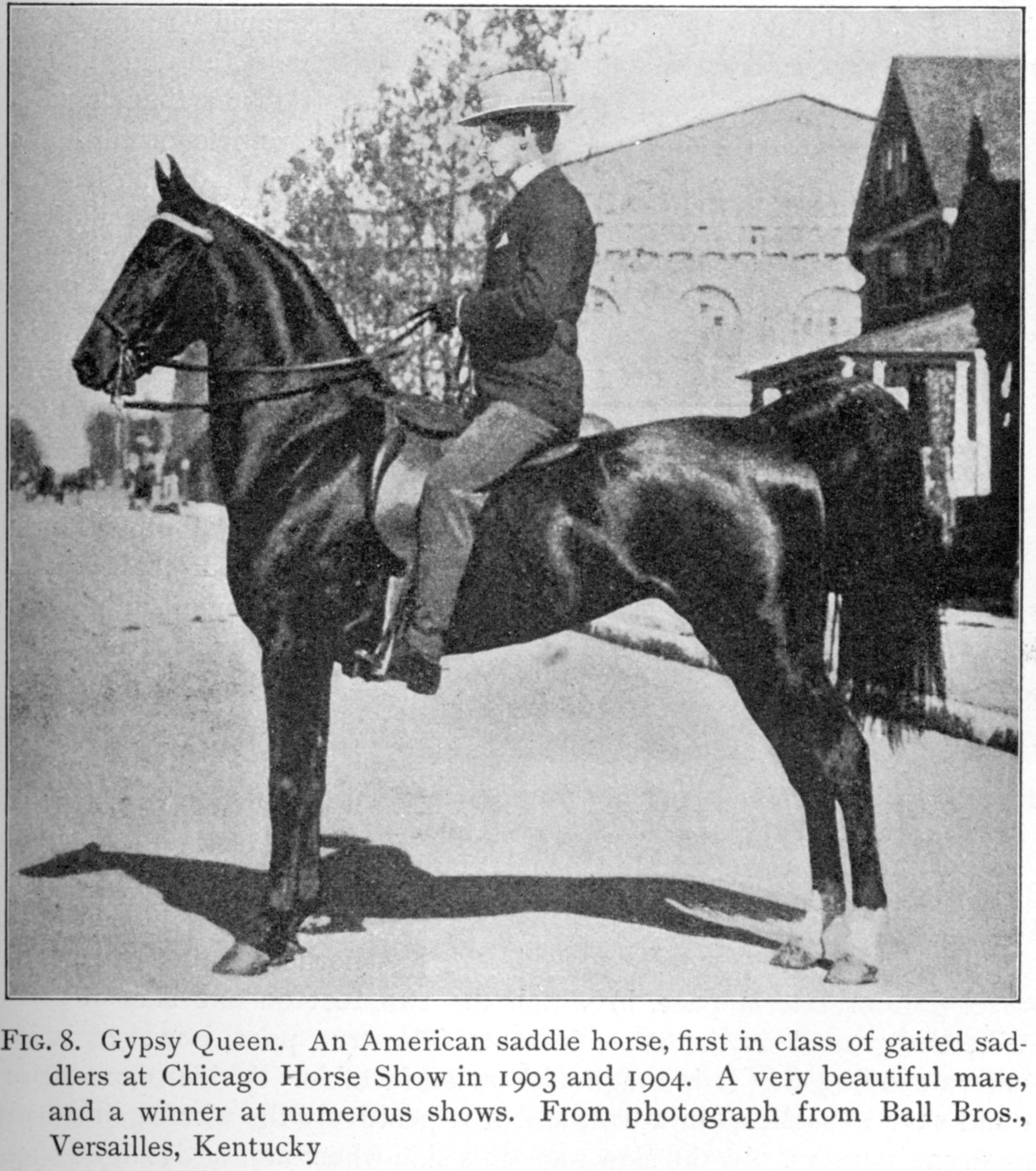